# Schloss Middachten

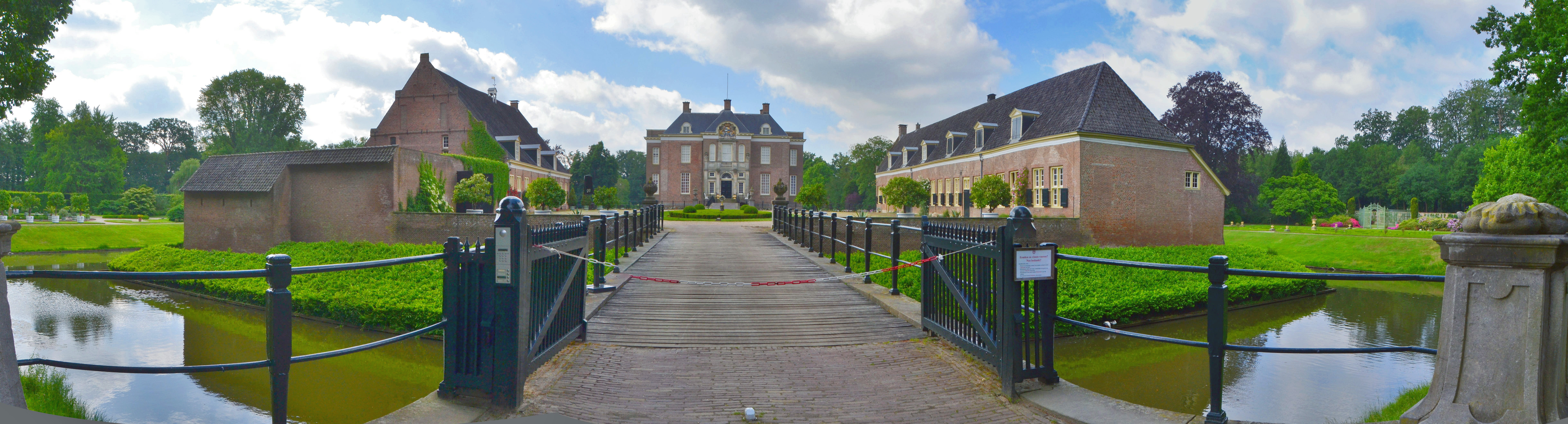
Kasteel Middachten – Nordansicht

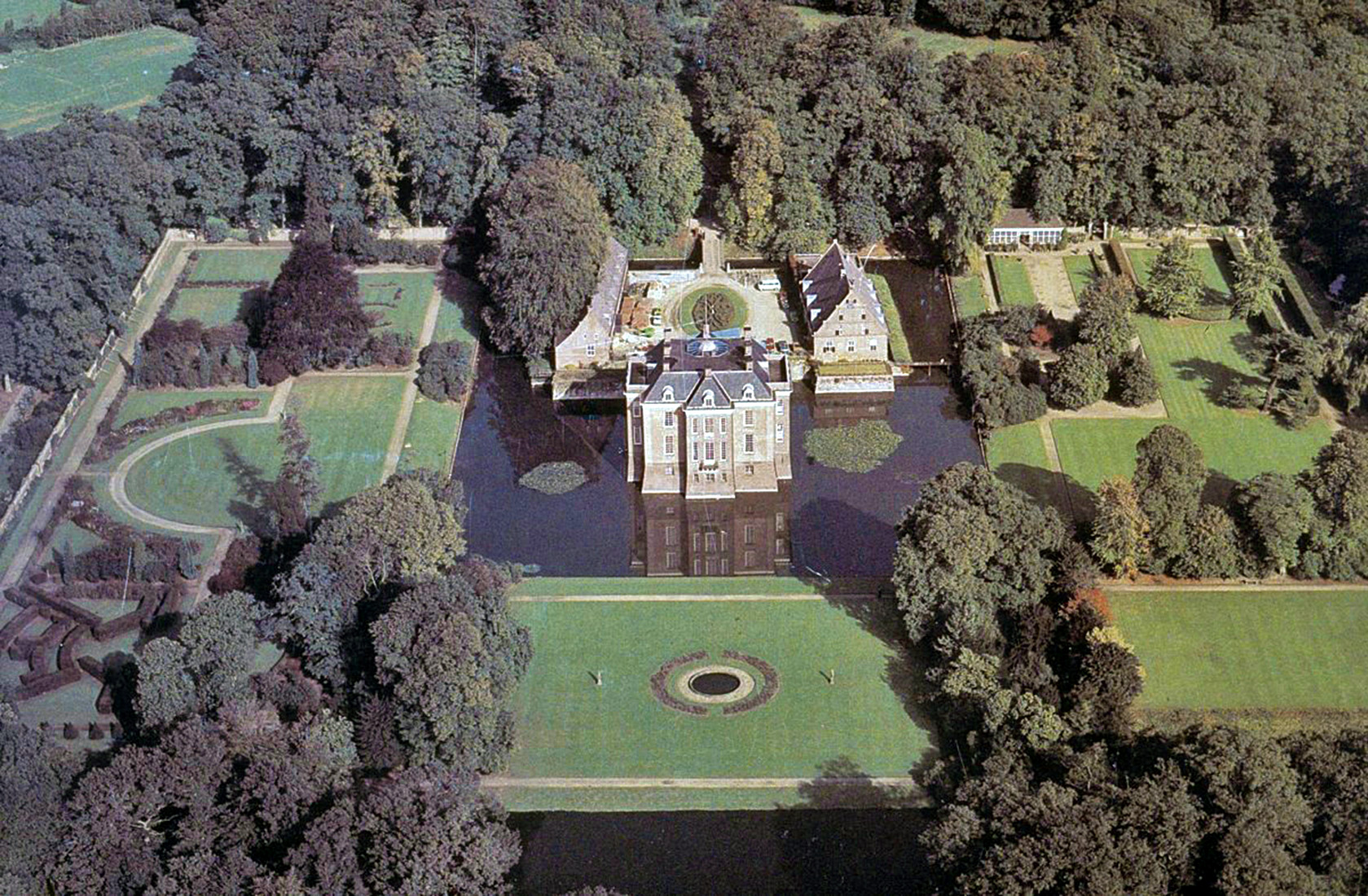
Luftbild des Schlosses aus südlicher Richtung

Schloss Middachten (niederländisch Kasteel Middachten) ist ein Landschloss in dem kleinen niederländischen Dorf De Steeg, das zur Gemeinde Rheden in Gelderland gehört. Es steht nicht weit vom Fluss IJssel und ist vom Landgut Middachten umgeben. Das Schloss wurde von 1967 bis 1971 restauriert und durch den niederländischen Rijksdienst voor Archeologie, Cultuurlandschap en Monumenten in die Liste der Top 100 der niederländischen Kulturdenkmäler aufgenommen. Seit dem 11. Oktober 2004 steht die Anlage samt Schlosspark und diversen Nebengebäuden als Rijksmonument unter Denkmalschutz.

## Geschichte

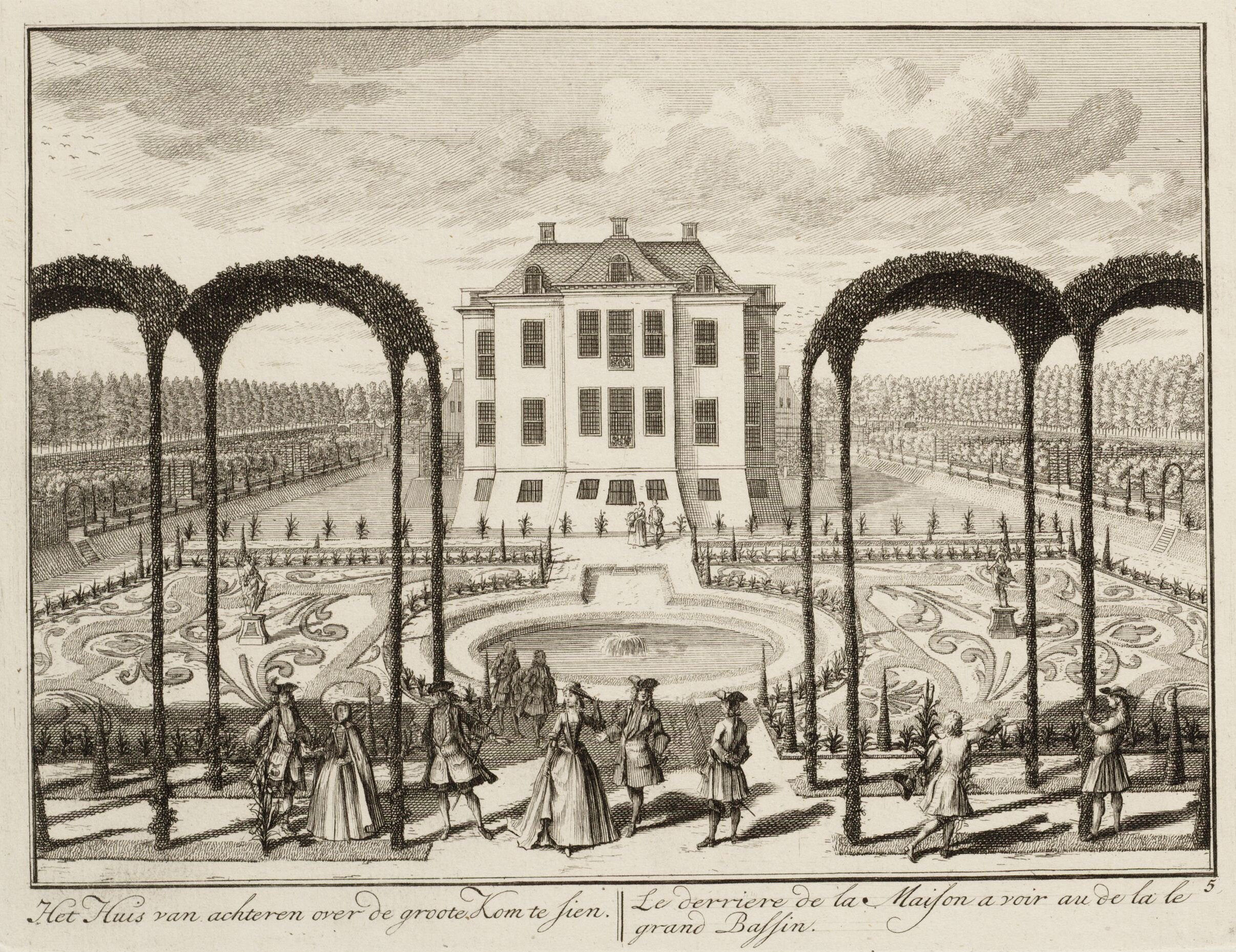
Südansicht des Schlosses, Kupferstich, um 1860

Middachten wurde 1190 das erste Mal erwähnt, als Gut von Jacobus de Mithdac. Zu Beginn des 14. Jahrhunderts übertrug Everardus van Steenre, der Stammvater aller späteren Herren von Middachten, den Besitz zum Schutz an den Grafen Rainald I. von Geldern und erhielt es von dessen Enkel 1357 als Lehen zurück. Das Schloss blieb bis 1625 im Besitz seiner Familie. Es ist somit mittelalterlichen Ursprungs, wurde aber wiederholt verwüstet und in veränderter Form wiederaufgebaut.
Über Ursula van Middachten († 1643), verheiratet mit Goswin von Raesveld († 1614), erbte ihr Sohn Reinier von Raesveld die Herrschaft. Von ihm fiel sie an seine ältere Tochter Ursula Philippota. Sie und ihr Ehemann Godert de Ginkell, 1. Earl of Athlone, ließen das Schloss 1694–97 in die heutige, barocke Gestalt umbauen. Nach Plänen von Jacob Roman – und mit Steven Vennecool als ausführendem Architekten – wurde das Schloss auf beiden Seiten durch einen Anbau erweitert und die Südseite erhielt einen schmalen Anbau. An der Stirnseite wurde ein neuer Mittelrisalit mit grandioser Fassade, größtenteils aus Sandstein, vom Steinmetz Jan Schrader aus Gildehaus errichtet. Unter dem gewölbten erhöhten Gesims befindet sich das Allianzwappen der Auftraggeber. Die Fassade hat schlichte klassizistische Formen und ist im Louis-quatorze-Stil dekoriert. Aus dieser Bauphase stammt auch die Brücke, flankiert von Ziervasen.
Die Barone van Reede, Earls of Athlone, starben 1844 aus. Ihr Erbe fiel – nach langen, komplizierten Erbauseinandersetzungen – an die Familie Bentinck, da Jacoba Helena van Reede-Ginkel (1767–1839) mit dem britischen Generalmajor Johann Karl von Bentinck verheiratet gewesen war. Von Graf Carl Anton Ferdinand von Bentinck (1792–1864) fiel es an dessen zweiten Sohn, Wilhelm Carl, der auch die schwäbische Standesherrschaft Waldeck-Limpurg mit Sitz auf Schloss Gaildorf geerbt hatte. Seine Enkelin Isabelle (1925–2013) heiratete den Grafen Aurel zu Ortenburg auf Birkenfeld; dadurch fiel der Besitz an deren Sohn Graf Franz zu Ortenburg (* 1953).

## Gartenentwicklung

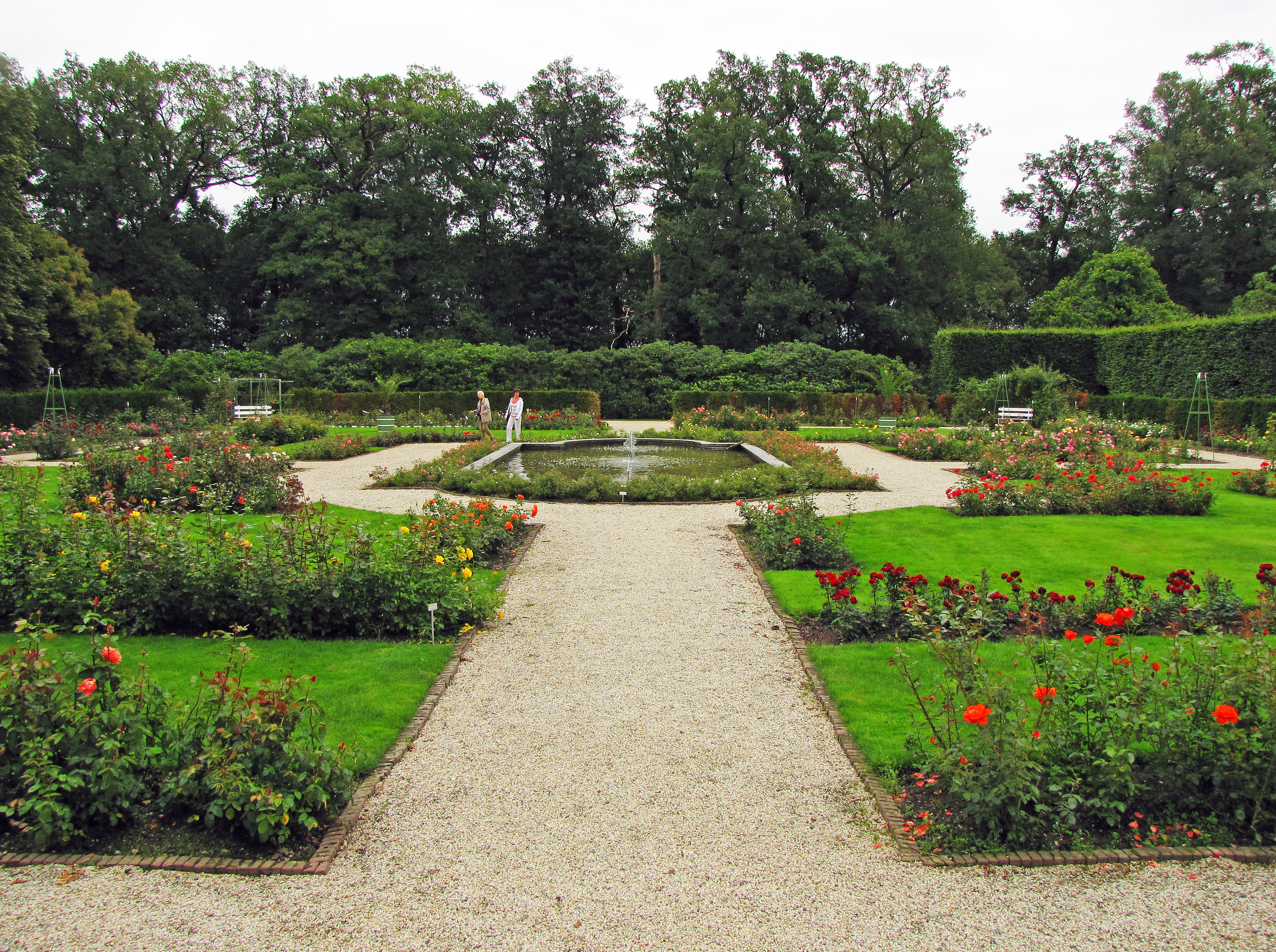
Teil des heutigen Schlossgartens

Nachdem das heutige Schloss von 1693 bis 1698 gebaut worden war, wurde mit der Anlage des Gartens begonnen. Die Gärten von Versailles waren zwischen 1700 und 1725 Vorbild für die grundlegende Planung (Mauern, Kanäle und Wege) des Gartens. Innerhalb dieser Struktur wurde ein formaler Garten mit geschnittenen Hecken, in Form geschnittenen Bäumen und steilen Böschungen geschaffen. Am Ende des 18. Jahrhunderts wurde der englische Landschaftsgarten modern und der Garten von Middachten in begrenztem Umfang an diese Mode angepasst. Die Hecken verschwanden, es wurden leicht abfallende Rasenflächen angelegt und Baumgruppen gepflanzt. Der Einfluss von Eduard Petzold lässt sich in den vielen Rhododendrongruppen wiederfinden. 1990 erhielt Hugo Poortman, ein Schüler des französischen Gartenarchitekten Eduard André, von Graf und Gräfin Bentinck-Van-Heeckeren van Wassenaer den Auftrag, wieder einen formalen Garten anzulegen. Dabei sollten wesentlichen Aspekte des englischen Landschaftsgartens erhalten bleiben.

## Gebäude

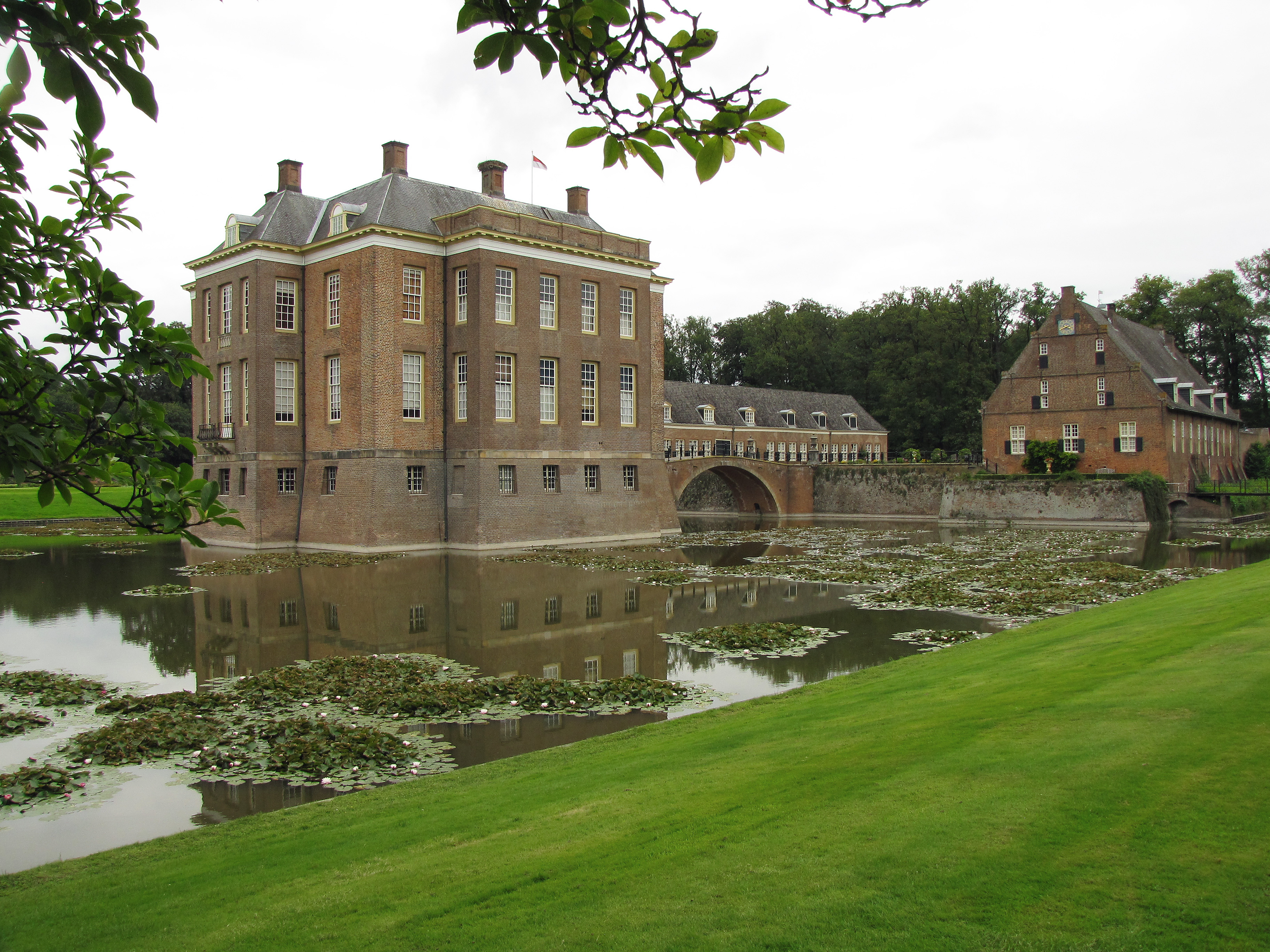
Ansicht des Schlosses von Südosten

Das Schloss ist ein viereckiger Backsteinbau aus dem späten 17. Jahrhundert, der an allen vier Seiten Risalite aufweist. Von architektonischer Bedeutung sind vor allem das Vestibül und das Treppenhaus im Stil Louis-quatorze. In den meisten anderen Zimmern sind die alten Kamine, Wandbespannungen und Stuckdecken erhalten geblieben.
Auf dem umgebenden Landgut gibt es einige alte Nebengebäude. Zum Schloss gehörten früher weitere, ausgedehnte Ländereien. Die Gebäude auf diesem ehemaligen Besitz können heute noch an ihrer Farbgebung erkannt werden: rot und weiß. Ein besonders gutes Beispiel dafür ist das Postamt von De Steeg.